# Montailleur
Montailleur is een gemeente in het Franse departement Savoie (regio Auvergne-Rhône-Alpes) en telt 584 inwoners (2004). De plaats maakt deel uit van het arrondissement Albertville.

## Geografie
De oppervlakte van Montailleur bedraagt 15,4 km², de bevolkingsdichtheid is 37,9 inwoners per km².
De onderstaande kaart toont de ligging van Montailleur met de belangrijkste infrastructuur en aangrenzende gemeenten.

## Demografie
Onderstaande figuur toont het verloop van het inwonertal (bron: INSEE-tellingen).